# MFKフリーデク＝ミーステク
MFKフリーデク＝ミーステク（チェコ語: Městský Fotbalový Klub Frýdek-Místek）は、チェコのフリーデク＝ミーステクをホームタウンとするサッカークラブ。

## 歴史
クラブは1921年にKarlovohutní Fotbalový Klubの名前で正式に創設された。1976年、チェコスロバキア1部リーグに昇格した。
2011年、MFKフリーデク＝ミーステクに改称した。